# Municipio de Roundhead
El municipio de Roundhead (en inglés: Roundhead Township) es un municipio ubicado en el condado de Hardin en el estado estadounidense de Ohio. En el año 2010 tenía una población de 720 habitantes y una densidad poblacional de 10,75 personas por km².

## Geografía
El municipio de Roundhead se encuentra ubicado en las coordenadas 40°35′29″N 83°50′54″O / 40.59139, -83.84833. Según la Oficina del Censo de los Estados Unidos, el municipio tiene una superficie total de 66.98 km², de la cual 66,98 km² corresponden a tierra firme y (0 %) 0 km² es agua.

## Demografía
Según el censo de 2010, había 720 personas residiendo en el municipio de Roundhead. La densidad de población era de 10,75 hab./km². De los 720 habitantes, el municipio de Roundhead estaba compuesto por el 97,92 % blancos, el 0,14 % eran afroamericanos, el 0,42 % eran asiáticos, el 0,42 % eran de otras razas y el 1,11 % eran de una mezcla de razas. Del total de la población el 0,42 % eran hispanos o latinos de cualquier raza.